# Seiki Nose
Seiki Nose, född den 10 augusti 1952 i Agano, Japan, är en japansk judoutövare.
Han tog OS-brons i herrarnas mellanvikt i samband med de olympiska judotävlingarna 1984 i Los Angeles.